# Edward Snyder
Edward J. Snyder (* 1895 in New York City, New York; † 10. Juli 1982) war ein US-amerikanischer Kameramann und Spezialeffektkünstler.

## Karriere
Snyder begann im Jahr 1927 beim Filmstab zu arbeiten. Seine erste Tätigkeit war als Kameramann bei dem Film Hawk of the Hills. Dieser Tätigkeit ging er bis 1939 bei insgesamt 47 Filmen nach. Im Anschluss daran wirkte er bei der Bearbeitung der visuellen Effekte und Spezialeffekten bei Filmen wie zum Beispiel Der Sonntagsgast, Schlüssel zum Himmelreich, Ein Baum wächst in Brooklyn, Mord in der Hochzeitsnacht, Todsünde, Irgendwo in der Nacht und Anna und der König von Siam mit.
Für seine Mitwirkung bei dem Filmdrama Deep Waters erhielt er bei der Oscarverleihung 1949 mit Ralph Hammeras, Roger Heman senior und Fred Sersen eine Oscarnominierung in der Kategorie „Beste visuelle Effekte“. Die Auszeichnung ging an die Konkurrenz, die für die visuellen Effekte zu Jenny verantwortlich waren.
Seine letzte Beteiligung an einem Film war 1958 zu Hölle, wo ist dein Schrecken von Philip Dunne.

## Filmografie (Auswahl)
- 1927: Hawk of the Hills
- 1930: Höllenflieger (Hell’s Angels)
- 1930: Ein Mann für sie (Her Man)
- 1931: Feindschaft (The Painted Desert)
- 1933: Destination Unknown
- 1944: Der Sonntagsgast (Sunday Dinner for a Soldier)
- 1944: Schlüssel zum Himmelreich (The Keys of the Kingdom)
- 1945: Ein Baum wächst in Brooklyn (A Tree Grows in Brooklyn)
- 1945: Mord in der Hochzeitsnacht (Fallen Angel)
- 1945: Todsünde (Leave Her to Heaven)
- 1946: Irgendwo in der Nacht (Somewhere in the Night)
- 1946: Anna und der König von Siam (Anna and the King of Siam)
- 1946: Cluny Brown auf Freiersfüßen (Cluny Brown)
- 1946: Smoky, König der Prärie (Smoky)